# Света Параскева (Видраре)
„Света Параскева“ е българска църква, разположена в село Видраре, най-голямата в община Праавец.

## История
Църквата е построена в 1834 година. В архитектурно отношение е масивна трикорабна базилика с една апсида изток, с притвор на запад и покрив от ломени каменни плочи. Стенописите по стените на храма са от 1885 година и от 1905 година. Иконите в храма са изписани от дебърския майстор Велко Илиев. Около прозорците и вратите по фасадите на храма, по подпокривния корниз и по ъгловите пиластри има каменна пластика. Вратите и прозорците имат железни решетки.
В църковния двор през 1888 година е изградена камбанария.